# Robinson Crusoe (wyspa)
Robinson Crusoe (hiszp. Isla Robinsón Crusoe, dawniej znana jako Más a Tierra) – druga pod względem powierzchni wyspa chilijskiego archipelagu Juan Fernández.
Wyspa jest pochodzenia wulkanicznego. Zajmuje powierzchnię 47,94 km². Najwyższym wzniesieniem jest El Yunque (916 m n.p.m.). Zamieszkuje ją około 600 mieszkańców.
Znana jest głównie ze względu na osobę przebywającego na niej w 1704 Aleksandra Selkirka, którego losy zainspirowały później Daniela Defoe do napisania Przypadków Robinsona Crusoe. W 1966 chilijski rząd zmienił nazwę wyspy z Más a Tierra na Robinson Crusoe w celu promowania turystyki.
Robinson Crusoe ma 633 mieszkańców, którzy żyją we wsi San Juan Bautista. Mieszkańcy utrzymują się głównie z rybołówstwa (homary) oraz z turystyki.
Prawie całą wyspę obejmuje Park Narodowy Archipiélago de Juan Fernández.

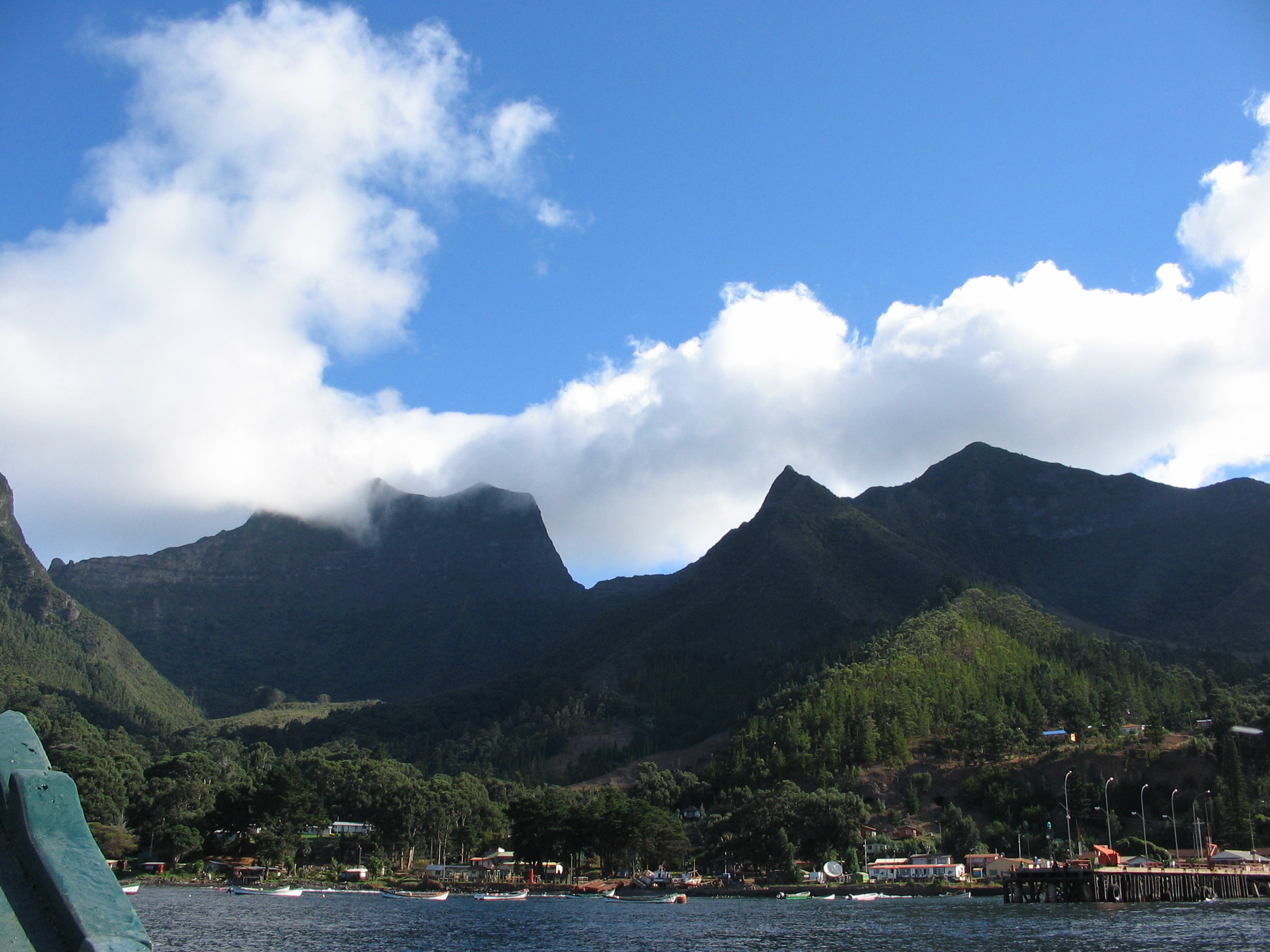
Wyspa Robinson Crusoe
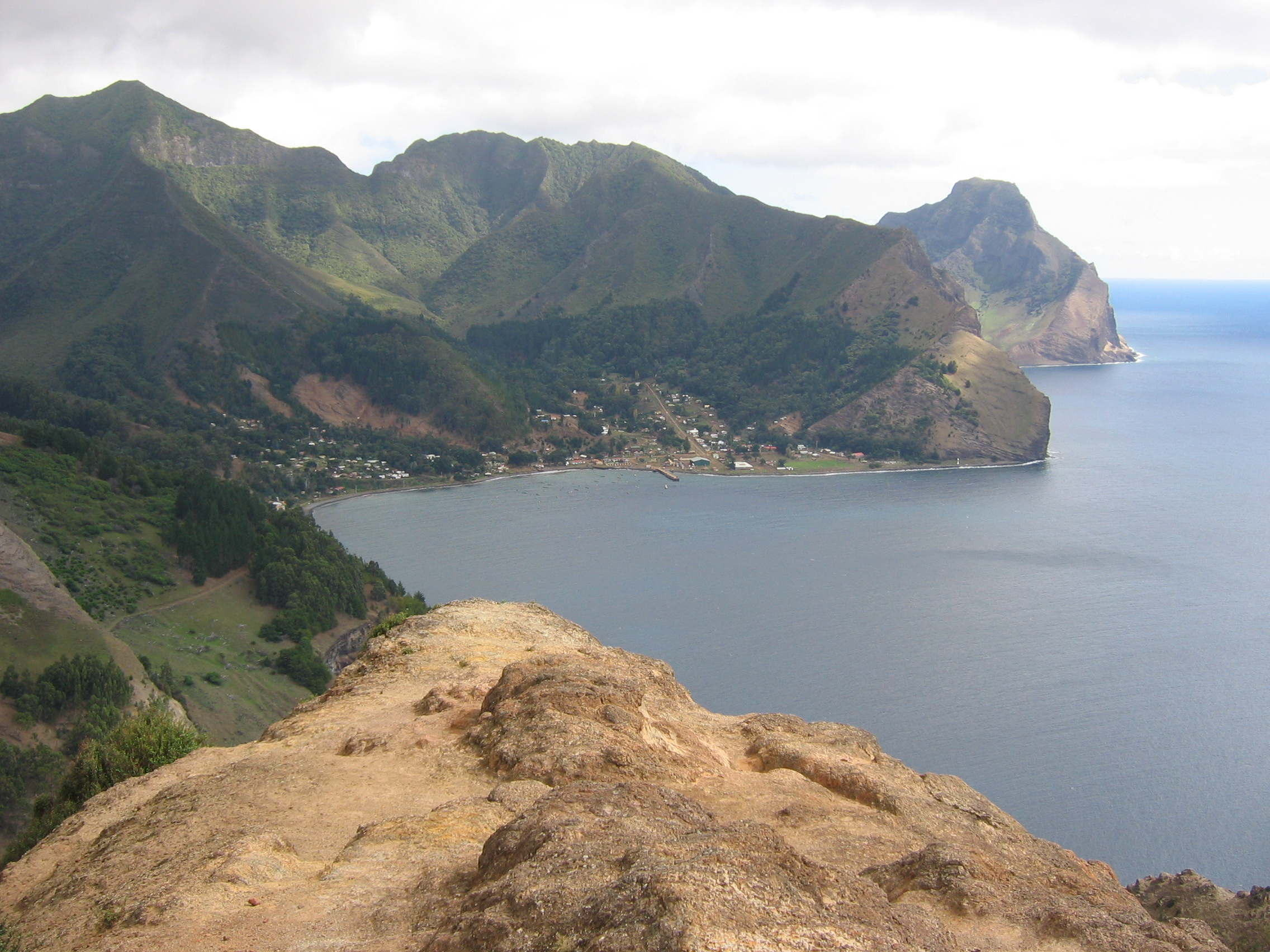
Widok na zatokę z wyspy Robinson Crusoe